# Cattedrali a Saint Vincent e Grenadine
Questa è una lista delle cattedrali a Saint Vincent e Grenadine. Lo stile architettonico con cui sono state erette le cattedrali rispecchia il passato coloniale subito da questi territori.

## Cattedrale anglicana
| Cattedrale                | Diocesi                        | Città     | Dedicazione | Stile     | Anno | Immagine |
| ------------------------- | ------------------------------ | --------- | ----------- | --------- | ---- | -------- |
| Cattedrale di San Giorgio | Diocesi delle Isole Sopravento | Kingstown | San Giorgio | georgiano | 1820 |          |

## Cattedrale cattolica
| Cattedrale                                  | Diocesi              | Città     | Dedicazione   | Stile     | Anno | Immagine |
| ------------------------------------------- | -------------------- | --------- | ------------- | --------- | ---- | -------- |
| Cattedrale dell'Assunzione di Maria Vergine | Diocesi di Kingstown | Kingstown | Vergine Maria | neogotico | 1823 |          |